# Edenticosa edentula
Edenticosa edentula (Simon, 1910) è un ragno appartenente alla famiglia Lycosidae.
È l'unica specie nota del genere Edenticosa.

## Distribuzione
L'unica specie oggi nota di questo genere è stata rinvenuta sull'isola di Bioko, nel golfo di Guinea.

## Tassonomia
Le caratteristiche di questo genere monospecifico sono state determinate dall'analisi degli esemplari tipo Lycosa edentula Simon, 1910, effettuate da Roewer nel 1960.
Dal 1960 non sono stati esaminati altri esemplari, né sono state descritte sottospecie al 2017.